# ヤン・ジュンモ
ヤン・ジュンモ（양준모、1980年6月4日 - ）は、日本及び韓国のミュージカル俳優。
韓国釜山広域市出身。韓国芸術総合学校音楽院声楽科卒。身長178cm。ロシア国立ノボシロスク国立音楽院声楽科・檀国大学校大衆文化芸術大学院卒。
2014年飢餓対策広報大使就任。青川文化産業大学ミュージカル学科専任教授。

## 略歴
韓国芸術総合学校卒業後の2004年、ミュージカル「金剛」にてデビュー。
『風の丘を越えて/西便制』のユボン役や『吸血鬼ドラキュラ』のヘルシング役を演じた。
2015年には、日本東宝『レ・ミゼラブル』のジャン・バルジャン役に抜擢される。
2015年、同じく韓国でも『レ・ミゼラブル』のジャン・バルジャンに抜擢、同年中に2か国でジャン・バルジャンを演じた。

## 受賞歴
- 2014年 第8回よりミュージカルアワーズ助演男優賞
- 2012年 第1回イェグリンアワード助演男優賞
- 2007年 KBS新作歌曲コンテスト優勝

## 出演作品

### 日本
- 2006年 ： 冬のソナタ日本ツアー 記憶の精霊
- 2011年 ： 美女はつらいの：整形外科医イ・ゴンハク
- 2013年 ： ウェルテル：アルベルト
- 2015年4月 ： レ・ミゼラブル ：ジャン・バルジャン
- 2017年5月 ： レ・ミゼラブル ：ジャン・バルジャン

### 韓国
- 2004年 ： クムガン：農民軍長　ジョン・ボンジュン
- 2005年 ： コクトゥビョルチョ：ホン・ハクチュ
- 2006年 ： 明成皇后 ：大院君
- 2007年 ： スウィーニー・トッド：スウィーニー・トッド
- 2007年 ： 天使のつまさき：耳なし
- 2008年 ： The Last 5 Years：ジェイミー
- 2008年 ： See What I Wanna See：モリート/夫/会計士
- 2008年 ： EVIL DEAD：ジェイク
- 2009年 ： オペラ座の怪人：ファントム
- 2009年 ： 風の国：解明（ヘミョン）
- 2010年 ： 英雄：安重根
- 2011年 ： 英雄：安重根
- 2011年 ： 三銃士：枢機卿リシュリュー
- 2012年 ： 青春の十字路：無声映画青春の十字路の上映に歌でコラボ
- 2012年 ： 西便制（風の丘を越えて）：ユボン
- 2012年 ： ジキルとハイド：ジキル/ハイド
- 2013年 ： ジキルとハイド：ジキル/ハイド
- 2013年 ： アルセーヌルパン：ルパン
- 2013年 ： スカーレット・ピンパーネル：ショーブラン
- 2013年 ： ウェルテル：アルベルト
- 2013年 ： 共同警備区域JSA：中立捜査官ベルサミ
- 2014年 3月 ： 西便制（風の丘を越えて）：ユボン
- 2014年 7月 - 9月 ： DRACULA：ヴァン・ヘルシング教授　（ドラキュラ役：リュ・ジョンハン、ジュンス、パク・ウンソク）
- 2015年10月 - ： レ・ミゼラブル：ジャン・バルジャン

## 演出作品

### 韓国
- 2014年＆2015年 ： RITA